# Камисибай
Камисибай (яп. 紙芝居, бумажный театр), также ками сибай, — разновидность японского уличного театра, появившаяся в XIX веке и достигшая пика своей популярности в 1930—1950-е годы. Представляет собой сопровождающийся рассказом показ ряда картинок в деревянной рамке, из которой изображения достаются одно за другим. Камисибай оказал заметное влияние на мангу.
Аналоги: в России — раёк, в Италии — кантастории (от итал. cantare — петь и итал. storia — история).

## Особенности представления
Камисибай (ками — «бумага», сибай — «театр», букв. «бумажный театр») представляет собой показ серии иллюстраций к какому-либо рассказу или сопровождается историей, написанной специально для выступления. Камисибай состоял из деревянной рамки, чаще всего закреплённой на багажнике велосипеда, в которую вставлялась серия рисунков. Рассказчик менял картонки с рисунками и комментировал действие. Кроме экрана на багажнике крепился короб с крекерами и леденцами. Рассказчик созывал на представления ударами колотушек-хёсиги (также популярный инструмент в кабуки). Тут же у рассказчика можно было не только послушать историю, но и купить сладости и игрушки .
На краю короба устанавливалась деревянная миниатюрная сцена «бутай». Это была даже не столько сцена, сколько допотопный экран. В бутай заранее помещалась вся серия рисунков (около 10-12 картинок). Затем картинки одна за другой вытягивались сбоку. Рисунки выполнялись акварельными красками, затем наклеивались на картон и покрывались лаком, чтобы их не намочил дождь. Рассказчик собственноручно менял картонки с рисунками и комментировал всё действие. На оборотной стороне листа делались пометки, чтобы рассказчик в случае чего мог подсмотреть текст. При этом он должен был обладать недюжинными актёрскими способностями, чтобы легко менять голос и говорить за разных персонажей, в том числе и женских. По ходу представления рассказчик продавал детям сладости, что и составляло его доход.
Примечательно, что представления камисибай делились на «сёнэн» (для мальчиков) и «сёдзё» (для девочек). Обычно такие представления состояли из трёх блоков: комедийной истории, мелодрамы и приключенческого экшена. Среди множества жанров камисибай можно выделить вестерн, тямбару («самурайский боевик»), дзидайгэки («исторические драмы»), научную фантастику и фольклор.
Камисибайя или гайто камисибайя (дословно — уличный мастер камисибай) — мастер камисибай, рассказчик, ведущий представления.
Камисибай касимото — «агенты», продающие камисибайя наборы картинок и сдающие в аренду оборудование, а также заказывающие у художников новые иллюстрации. Например, известным камисибайя, ставшим впоследствии успешным камисибай касимото, был Кацумару Судзуки.

## История

### Происхождение
Доподлинное происхождение камисибай неизвестно. Однако многие исследователи полагают, что на появление принципа камисибай повлияла японская буддистская практика этоки (яп. 絵解(き), «рассказ по рисунку» или «объясняющий рисунок») — объяснение принципов буддизма при помощи наглядного пособия в виде рисунка. Странствующие монахи выступали с объяснениями буддистских понятий на ярмарках и людных собраниях, а также собирали пожертвования. Данная практика была описана уже в X веке, но утратила популярность к XVII веку, однако до сих пор практикуется при буддистских монастырях, особенно во время фестивалей. Кстати, наглядно данную практику можно увидеть в аниме «Помпоко: Война тануки», а на самой киноафише размещён плакат для этоки. Камисибай также связывают в целом с японской традицией визуального повествования, яркими примерами которой являются «Тёдзюгига» или «Манга Хокусая». Камисибай в привычном виде — уличное представление, которое ведёт мастер-рассказчик, использующий деревянный ящик с простым проекционным оборудованием (либо, в самой примитивной форме, с рамкой для сменных картинок), утвердился в 1920-х — 1930-х годах.

### Расцвет
Наибольшую популярность камисибай набрал в XX веке в экономически тяжёлые периоды — перед и после Второй мировой войны, что связано с низкой стоимостью — как производства самого камисибай, так и просмотра. По сути, фиксированной цены на само выступление не было. После зрители благодарили камисибайя монетками, а также покупали у него сладости и небольшие сувениры. Бумажный театр был знаком не только детям, но и взрослым. В 1930-х — 1940-х годах камисибай освещал военную хронику подобно вечерним новостям. С его помощью осуществлялась военная пропаганда, а также шло продвижение идей коммунистической партии Японии. Некоторые камисибайя могли быть настолько популярны, что записи с их рассказами издавались на грампластинках. Одним из рассказчиков, добившихся такого успеха, был Кацумару Судзуки. Кроме того, он был одним из первых работодателей художника Сигэру Мидзуки, благодаря которому тот и получил свой псевдоним.

### Угасание
На закат популярности камисибай повлияло появление новых недорогих развлечений. В первую очередь манги и кино, а затем — массовой доступности телевидения. В условиях послевоенного экономического кризиса, например, стали популярными журналы касихон — периодические издания, которые брались напрокат за небольшую стоимость. Историй в таких изданиях было гораздо больше, чем в одном или даже нескольких выступлениях камисибай.

### Современность
Сегодня камисибай встречается в Японии скорее как туристический аттракцион. Он также иногда используется в образовательных проектах для детей, в том числе за пределами Японии. Например, Goethe Institut использовал камисибай при обучении школьников немецкому языку. Компания «Тойота» внедрила принцип камисибай при обучении новых сотрудников своей оригинальной производственной системе.

## Культурное влияние
Кинематографические принципы построения истории для камисибай роднят его с искусством комикса, что также прослеживается в заимствовании терминов (кадр, ракурс, план и др.) и приёме раскадровки. В бумажном театре не просто рассказывается интересная история, она изображается в виде серии связных картинок. Эта особенность позволила художникам, начинавшим свой творческий путь в камисибай (Сигэру Мидзуки, Сампэю Сирато, Госэки Кодзиме и др.), органично перейти в мир манги, а некоторым из них даже стать пионерами нового жанра «гэкига» (яп. 劇画, «драматичные картинки»). Нобуро Офудзи также указывал камисибай как источник вдохновения для использования традиционной бумаги тиёгами в своих фильмах. Характерные узоры легко заметить, например, в его работе Urashima (1928). А одна из наиболее популярных классических серий манги «Китаро с кладбища» основана на персонаже, изначально созданном для камисибай.